# کاربر (مخابرات)
در مخابرات، کاربر، هر شخص حقیقی یا شخص حقوقی است که از خدمات ارائه شده توسط یک سامانه مخابراتی یا یک سیستم پردازش اطلاعات استفاده می‌کند. کاربر به صورت مبدأ یا مقصد اطلاعات کاربر یا هر دو عمل می‌کند. همچنین «ممکن» است یک کاربر، مشترک خدمات (مانند خریدار خدمات ارائه شده) باشد.
همچنین، کاربر، یک شخص یا فرایند با دسترسی به یک سیستم اطلاعات خودکار با اتصال مستقیم (مثلا توسط ترمینال) یا غیرمستقیم است. منظور از «اتصال غیر مستقیم» افرادی هستند که داده ورودی را آماده یا خروجی را دریافت می‌کنند که محتوا یا دسته‌بندی آن داده، توسط یک فرد مسئول، بازبینی نشده‌است.